# Petroscirtes fallax
Petroscirtes fallax és una espècie de peix de la família dels blènnids i de l'ordre dels perciformes.

## Morfologia
- Els mascles poden assolir 9,5 cm de longitud total.[4][5]

## Reproducció
És ovípar.

## Hàbitat
És un peix marí de clima temperat i associat als esculls de corall.

## Distribució geogràfica
Es troba des de la Gran Barrera de Corall fins a Nova Gal·les del Sud.